# Комплекс зданий Белорусского государственного университета информатики и радиоэлектроники
Комплекс зданий Белорусского государственного университета информатики и радиоэлектроники состоит со трёх корпусов по ул. Петруся Бровки и двух на пересечении улиц Гикалы и Платонова.
Три учебно-лабораторные корпуса университета по ул. Петруся Бровки построены в 1967—1972 гг. (архит. П. Беляев). Они размещены вдоль улицы и соединены между собой подземными переходами.
Архитектура всех корпусов БГУИР выдержана в едином стиле, ей присуща монументальность и изящество композиции.

## Главный корпус

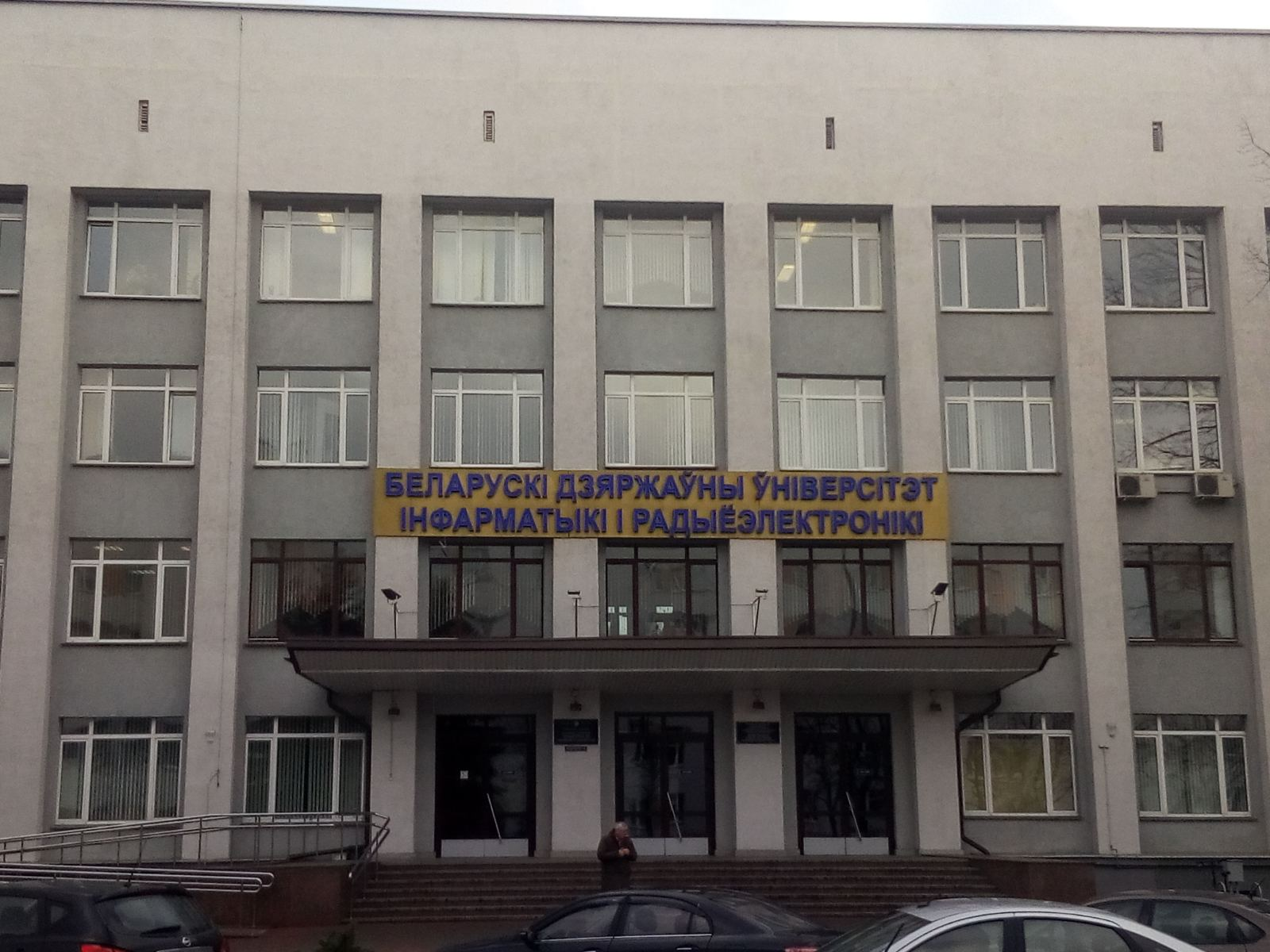
Вход в главный корпус

Первый главный учебно-лабораторный корпус (ул. П. Бровки, 6) построен в 1967 г. из кирпича и сборного железобетона.
Четырёхэтажный П-образный в плане объём с выступающими угловыми ризалитами. Стены по всему периметру расчленены пилонами. Ритм композиции главного фасада создают вертикальные лопатки. Все фасады, за исключением дворового, оштукатурены.
Под зданием подвальные помещения. Планировка корпуса коридорная со двусторонним расположением кабинетов и аудиторий. Связь между этажами осуществляется через парадную трёхмаршевую лестницу в центральной части и по 2 маршевых лестницах в боковых крыльях.

## 2-й корпус

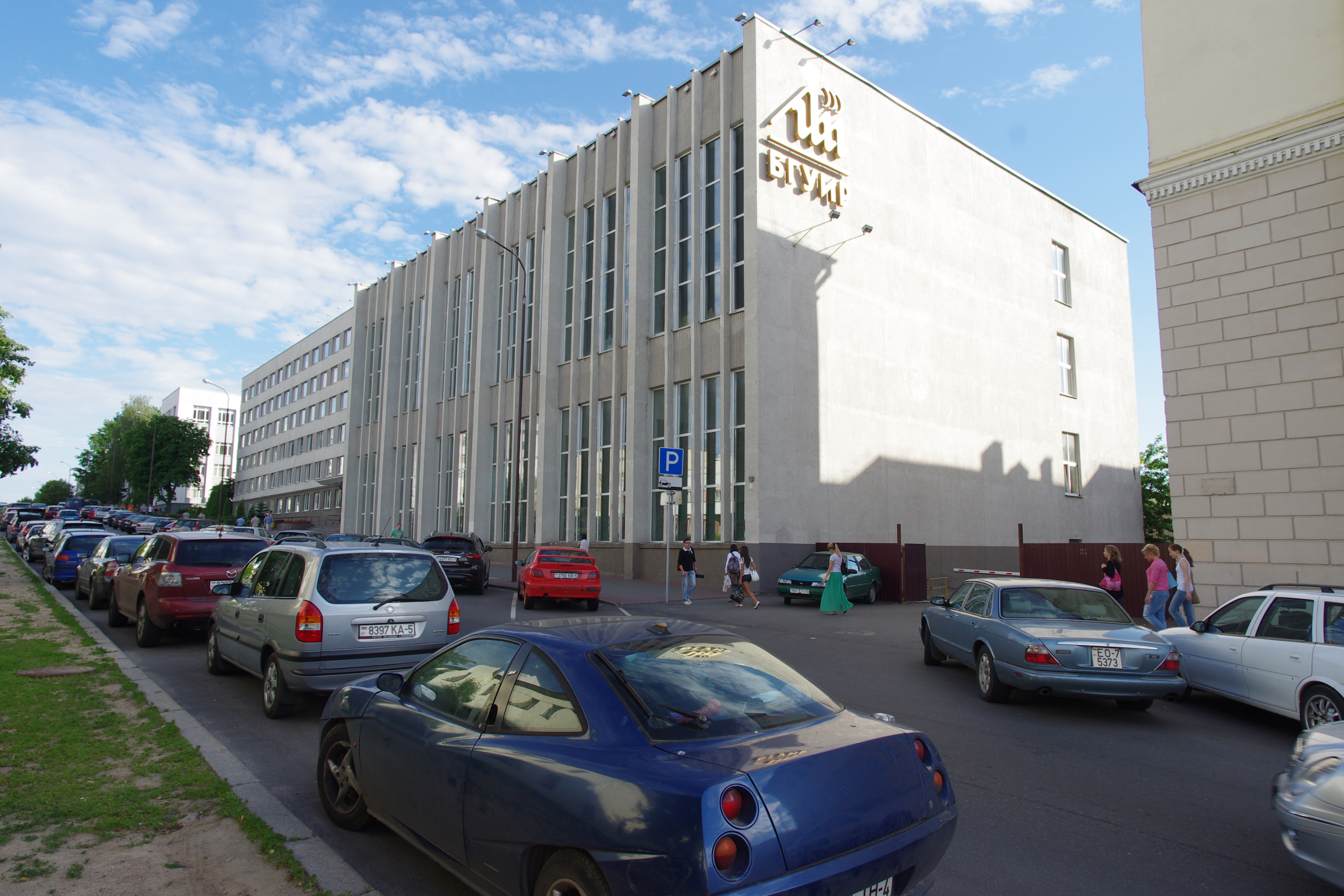
Корпус № 2

Второй учебно-лабораторный корпус (ул. П. Бровки, 4) построен в 1969 полно по проекте архитектора П. Беляева из кирпича и сборного железобетона.
Состоит из 2 объёмов, размещённых на крутом участке ул. П. Бровки. Шестиэтажное прямоугольное в плане здание удалено от красной линии застройки на 10 м. На 1-м этаже размещены просторный вестибюль, библиотека со книгохранилищем, читальный зал. К южному торцу шестиэтажного объёма пристроен прямоугольный в плане четырёхэтажный с актовым залом на 900 мест и спортивными залами. Пластику главного фасада создают железобетонные рёбра на всю высоту здания. На торце выполнено цветное мозаичного панно.
На уровне 1-го этажа находятся балкон спортивного зала, кабинеты преподавателей и врача. В центральным вестибюле-фойе — 2 ряда круглых колонн. Планировка учебного корпуса коридорная с двусторонним расположением аудиторий. Стены оштукатурены под гранит со вкраплениями слюды. Межколонные простенки имеют зубчатую поверхность. С боку двора стены оштукатурены белым силикатным кирпичом.

## 3-й корпус
Трети учебно-лабораторный корпус возведён в 1972 г. Здание пятиэтажное, прямоугольное в плане, на цоколе, с 2 выступающими в сторону двора двухэтажными объёмами аудиторий и спортивного комплекса. В корпусе 7 аудиторий на 100 и 2 на 250 мест каждая, гимнастический и спортивный залы, плавательный бассейн, учебный телецентр. Архитектурным акцентом корпуса является объём 2-го этажа, который консольно выступает по фасаду здания. Фасадная плоскость спортивного комплекса решена в виде орнаментальной решётки из крупноразмерных типовых железобетонных блоков, что придаёт зданию рельефность и динамичность.
Внутренняя планировка идентична 1-му и 2-му корпусам.

## 4-й и 5-й корпуса

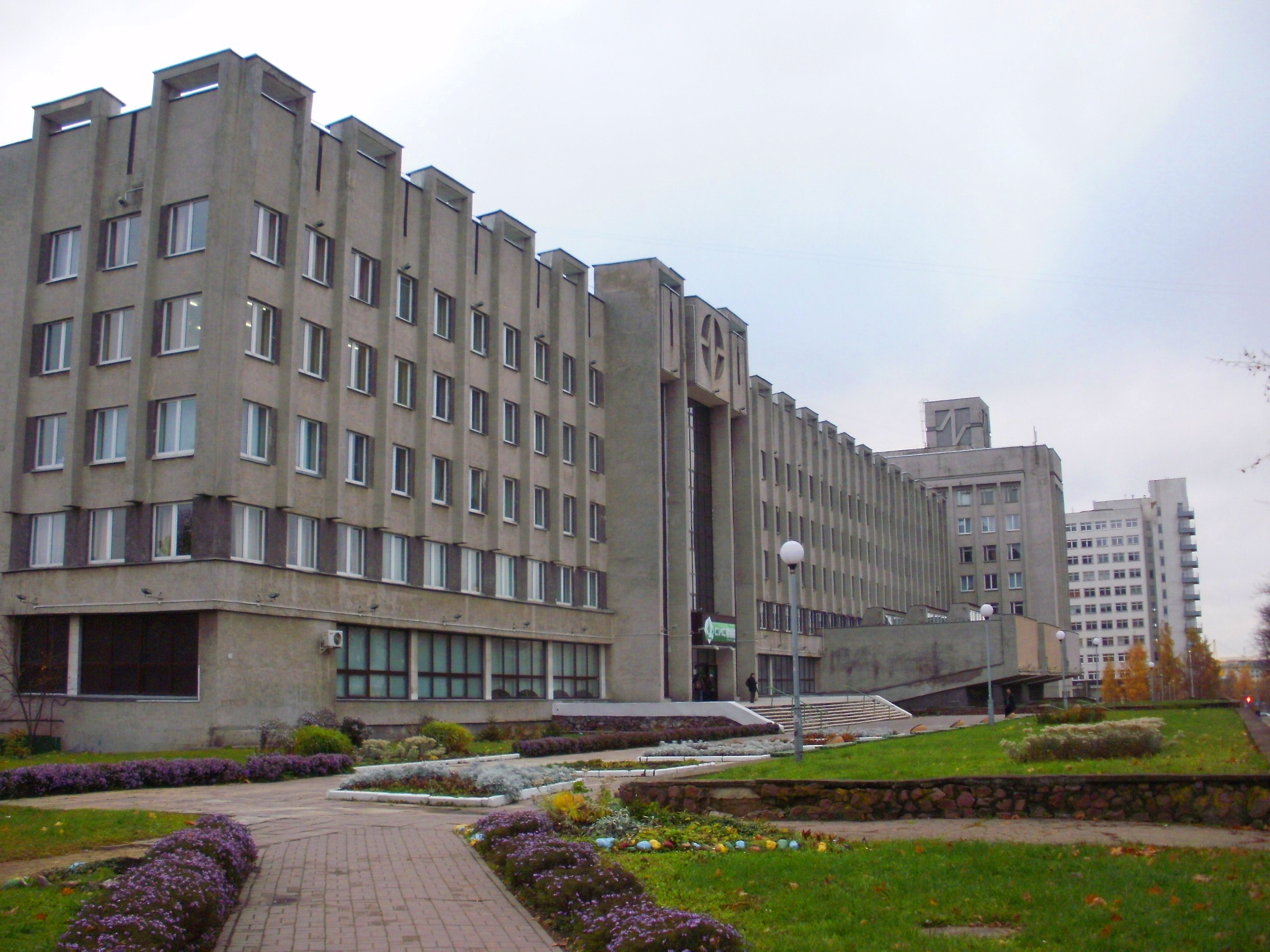
Корпуса № 4 и 5

Комплекс на пересечении улиц Гикала и Платонова построен в 1980 г. из кирпича и сборного железобетона (архіт. П. Беляев, М. Волков). Сложную по конфигурации плана объёмно-пространственную композицию составляют учебно-лабораторный корпус № 4 и корпус № 5 с вычислительным центром. Прямоугольный в плане 5-этажный учебно-лабораторный корпус № 4 имеет с главного фасада 3 аудитории на 150, с тыльного фасада 2 аудитории на 250 мест каждая. Обогащают пластику главного фасада спаренные железобетонные рёбра на уровне 3—5-го этажей. Главный вход выделен крупными пилонами на всю высоту здания. Корпус № 5 (с вычислительным центром) — девятиэтажное здание сложной в плане конфигурации. Является доминантой комплекса.